# Stories
Stories é o segundo álbum de estúdio da banda Addison Road, lançado a 22 de junho de 2010.

## Faixas
1. "Fight Another Day" - 3:18
2. "Change in the Making" - 3:34
3. "This Little Light of Mine" - 3:48
4. "Won't Let Me Go" - 3:01
5. "Need You Now"	- 4:14
6. "Show Me Life"	- 3:22
7. "Don't Wait" - 3:11
8. "Where It All Begins" - 2:59
9. "Who I Am in You" - 3:12
10. "My Story" - 3:31

## Paradas
| Ano  | Parada          | Posição |
| ---- | --------------- | ------- |
| 2008 | Billboard 200   | 13      |
| 2008 | Top Heatseekers | 4       |